# Brégnier-Cordon
Brégnier-Cordon è un comune francese di 813 abitanti situato nel dipartimento dell'Ain della regione dell'Alvernia-Rodano-Alpi.

## Monumenti e luoghi d'interesse
Nella frazione di Glandieu esistono le omonime cascate.

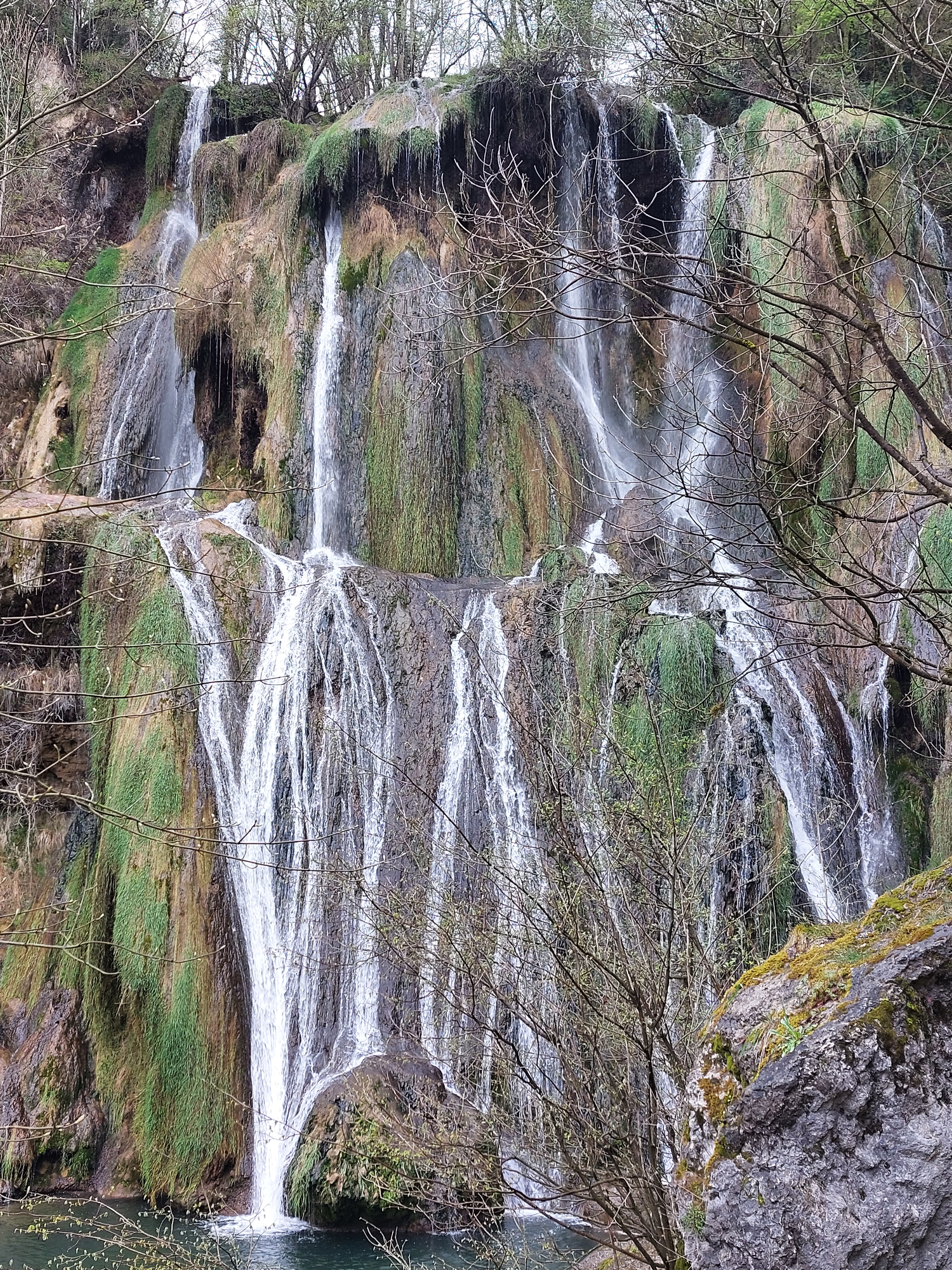
Uno scorcio della cascata di Glandieu.

## Società

### Evoluzione demografica
Abitanti censiti